# Concilio di Costanza

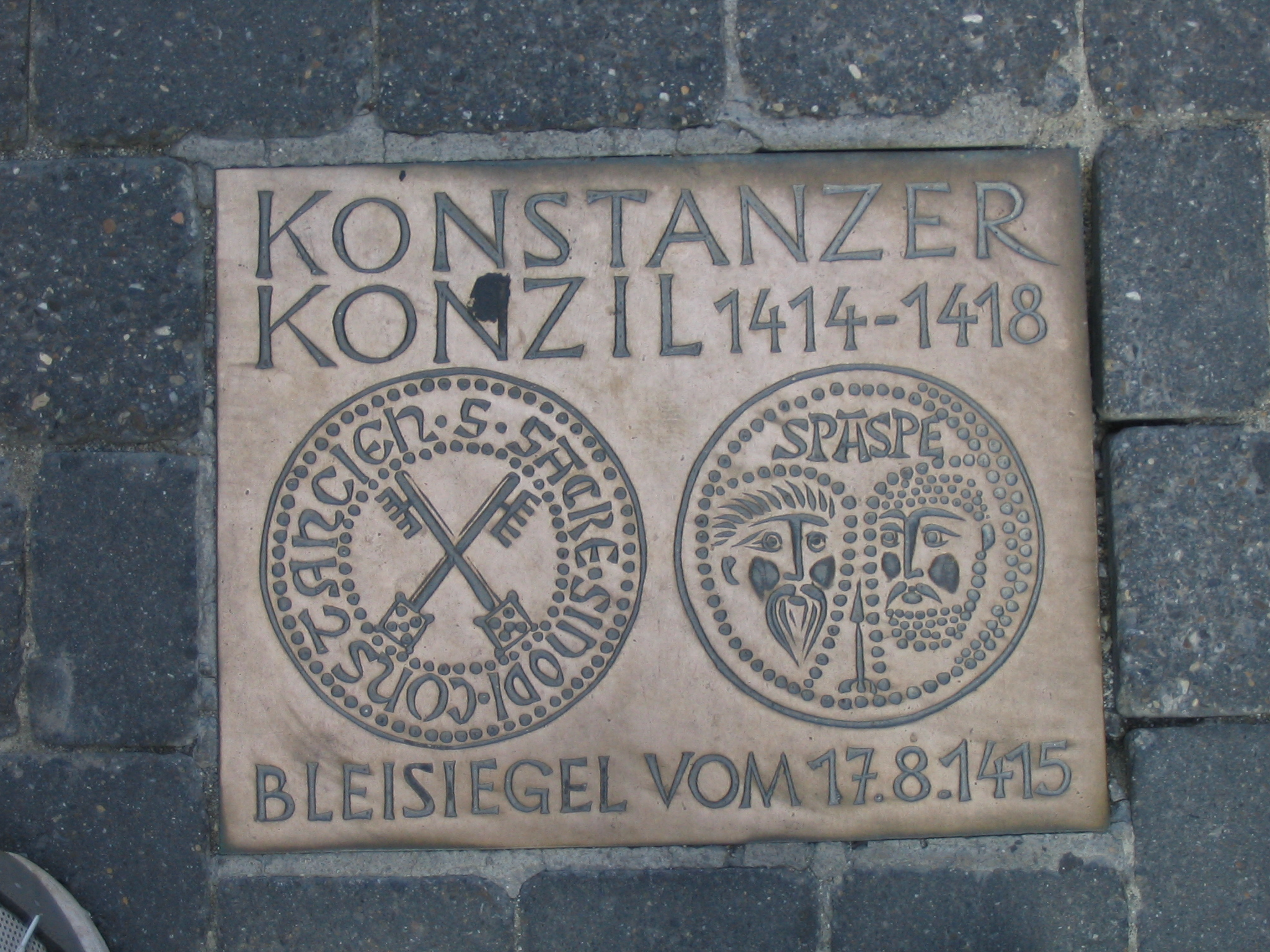
Targa commemorativa del Concilio di Costanza

Il concilio di Costanza, (1414-1418) è il XVI Concilio riconosciuto ecumenico dalla Chiesa cattolica, convocato a Costanza da Giovanni XXIII e presieduto dal re dei Romani Sigismondo per porre fine allo scisma d'Occidente. Ottenne le dimissioni di papa Gregorio XII e depose gli altri due contendenti. Fra i suoi primi atti vi fu la condanna per eresia e quindi l'esecuzione di Jan Hus. Il concilio fu inoltre l'occasione per dirimere l'annosa questione relativa al futuro della Samogizia, una regione contesa tra il Granducato di Lituania e lo Stato monastico dei Cavalieri Teutonici e che era stata terreno di scontri nella recente guerra polacco-lituano-teutonica.

## Il contesto storico
Il contesto storico in cui si inserisce il Concilio di Costanza è quello dello Scisma d'Occidente e dello sviluppo delle idee conciliariste.
Il motivo scatenante lo scisma fu la messa in dubbio della validità dell'elezione di Urbano VI (successo a Gregorio XI) avvenuta, sotto la pressione del popolo romano, la mattina dell'8 aprile 1378. Una parte dei cardinali, ritenendo illegittima l'elezione di Urbano VI, elessero a Fondi, il 20 settembre 1378, un nuovo papa, l'antipapa Clemente VII (al secolo Roberto di Ginevra), che pose la sua residenza ad Avignone. Lo scisma divise la cristianità occidentale in due obbedienze, quella di Roma e quella di Avignone, cui si aggiunse, nel 1409, l'obbedienza pisana (Concilio di Pisa), che, nel tentativo di risolvere la grave crisi del papato, finì per aggravarla ulteriormente, perché elesse un altro papa, Alessandro V. Di fatto c'erano tre papi, ognuno con un suo seguito; cosa che, come conseguenza, divise il mondo civile e politico, gli Ordini e le Congregazioni religiose, le Università, gli stessi Santi parteggiavano chi per un papa, chi per un altro.
Di fronte all'impossibilità di riconciliare le parti, si fece strada nei teologi la teoria conciliare, già affermata, in vario modo, nel Medioevo: se un papa cade nell'eresia o nello scisma, può essere deposto da un concilio, convocato dai vescovi o da chi abbia sufficiente autorità. Questa teoria, che aveva motivato il fallimentare Concilio di Pisa, portò alla convocazione, da parte del re dei Romani Sigismondo, del Concilio di Costanza (1414-1418). È storicamente accertata la presenza, visto l'evento e i vari protagonisti di ogni genere presenti in quel periodo, nella città renana di molte prostitute.

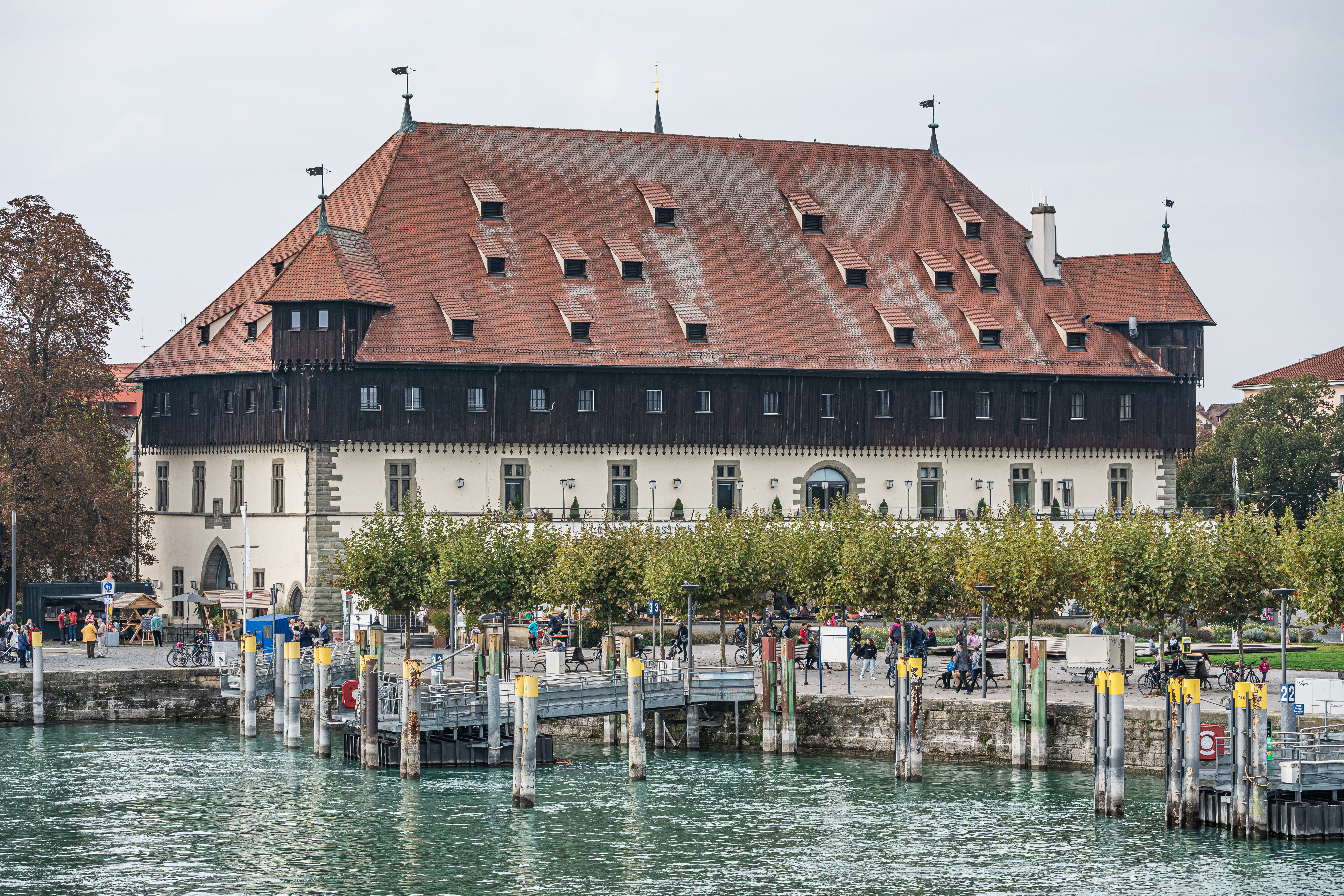
L'edificio dove si tenne il Concilio. Era nato come magazzino costruito in posizione strategica sul porto fra il 1388 e il 1391 per le merci provenienti dalla Lombardia e da altre zone dell'Italia settentrionale

La costruzione edile, perfettamente conservata, sul porto fluviale sulla riva del Bodensee, dove il fiume Reno è un affluente, si trova vicino al confine svizzero. Il fabbricato aveva ospitato tutti i protagonisti dello storico evento politico-religioso, nato all'origine come magazzino finanziato dalla Libera Città Imperiale di Costanza.  Nella delibera, datata 1387, viene stabilito da parte del Consiglio che "si dovrà costruire una casa in cui le merci degli italiani di Milano e di altri stranieri potranno essere ben custodite e conservate e non andare perdute".

## Lo svolgimento del concilio

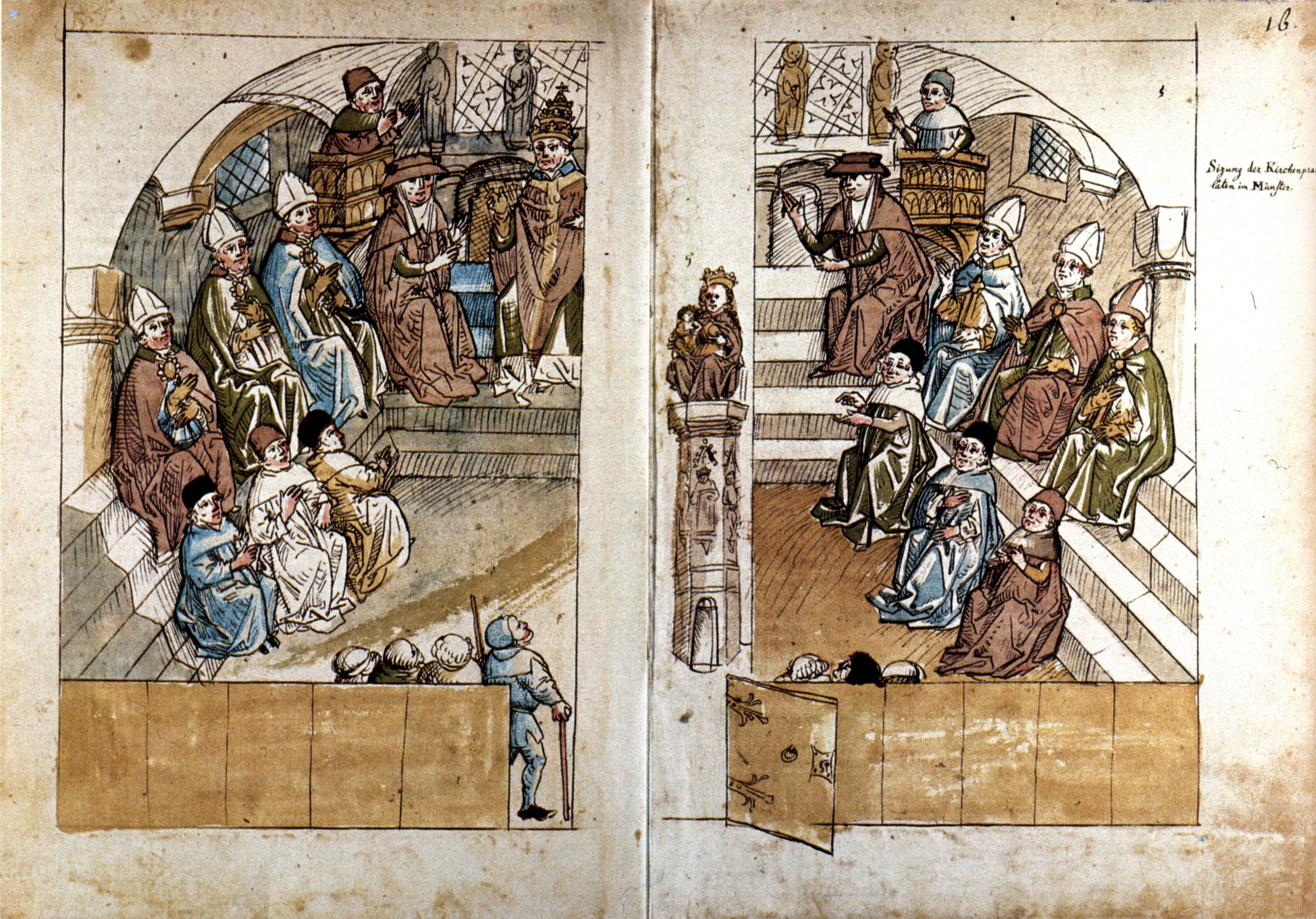
Il Concilio di Costanza

Nel 1414 erano tre i papi regnanti: papa Gregorio XII a Roma, Benedetto XIII ad Avignone, e Giovanni XXIII a Pisa. Solo l'intervento dell'imperatore (eletto ma non ancora incoronato) poté mettere fine a questo stato di cose. Questi costrinse Giovanni XXIII a convocare un nuovo concilio in territorio tedesco, a Costanza, nel novembre 1414. Fra i presenti, si segnalano anche il grande musicista e musicologo Ugolino Urbevetano da Forlì, in rappresentanza della diocesi forlivese e il Cardinale Branda Castiglioni grande amico di Sigismondo di Lussemburgo e conte della città ungherese di Veszprém nonché ideatore della ricostruzione del borgo di Castiglione Olona.
Ben presto si decise che la votazione sarebbe avvenuta per nazioni, non per individui, con grave danno degli italiani, che persero la loro superiorità numerica. Questo fatto, ed altri contrasti con l'imperatore eletto e l'assemblea, spinsero Giovanni XXIII, che pure aveva promesso di abdicare se anche gli altri due papi l'avessero fatto, a fuggire da Costanza. Anche questo concilio sembrava avviarsi verso il fallimento; solo l'energia e la volontà di Sigismondo fecero superare la crisi.
Così il concilio decise ugualmente di proseguire le sue sessioni, ed il 6 aprile 1415 approvò un testo di cinque articoli, redatti dal cardinale Francesco Zabarella, che affermavano la superiorità del concilio sul papa. È il famoso decreto Haec sancta, che tanto farà discutere storici e teologi:
Giovanni XXIII venne ricondotto con la forza a Costanza, e il 29 maggio 1415 venne pronunziata la sentenza della sua deposizione per simonia, scandalo e scisma. A questo punto il papa romano Gregorio XII acconsentì ad abdicare, a condizione che prima fosse letta in seduta pubblica la bolla con la quale egli stesso convocava il concilio; i padri conciliari approvarono la lettura della bolla ed accolsero l'abdicazione di Gregorio XII. Restava il papa avignonese, Benedetto XIII, irremovibile nelle sue posizioni, ma oramai abbandonato da tutti, e deposto dal concilio nel luglio 1417 con le solite accuse di eresia, scisma e spergiuro.
Prima di procedere all'elezione del nuovo pontefice, il concilio voleva decidere la riforma della Chiesa, intesa non solo come lotta contro la mondanità della curia e l'indisciplina del clero, ma soprattutto come un cambiamento della costituzione della Chiesa, con la soppressione di buona parte della centralizzazione che si era sviluppata nei secoli XII-XIV e l'affermazione di un largo potere della base. Ma i contrasti erano forti e si raggiunse un accordo solo su pochi punti. Il 9 ottobre 1417 fu approvato il decreto Frequens che ribadiva la superiorità del concilio, stabiliva la sua convocazione periodica non oltre ogni dieci anni, e sopprimeva alcuni diritti del papato:
Dopo l'uscita di scena dell'(ex) pontefice Cossa, al Concilio si trovava da mesi Carlo I Malatesta in rappresentanza di Gregorio XII. Il 14 luglio 1415 sarà lui a dare lettura, a nome del pontefice, dell'abdicazione, potendo conservare il titolo cardinalizio grazie alle precedenti offerte di remissione dal gravoso incarico. Ritiratosi definitivamente a Recanati vi morì nel 1417.
Dodici giorni dopo, il 26 luglio,  venne deposto il "ribelle" Benedetto XIII ritiratosi rancoroso nel castello di famiglia, a Peñiscola, non volendo riconoscere le decisioni del Concilio e considerandosi ancora legittimato a svolgere il ruolo di pontefice.
Così, l'11 novembre 1417, il cardinale Oddo Colonna fu eletto papa, e scelse il nome del santo del giorno della sua elezione, Martino V. Da qui alla fine (il 22 aprile 1418), il concilio sarà sotto la direzione del papa conciliare.
Il nuovo Papa, ora "unico e vero", dovette dedicarsi ad analizzare le idee dell'eretico Jan Hus, condanna che giunse con la bolla pontificia Inter Cunctas, emessa il 22 febbraio 1418, due anni dalla morte del pensatore boemo, riguardante le idee portate dai seguaci del movimento degli Hussiti e pure per quelli dell'inglese, considerato eretico, John Wyclif, morto da trentuno anni ma ancora con seguaci detti Lollardi. Idee condannate già nel decreto di questo concilio, denominato Haec sancta.

## Le principali disposizioni conciliari
Abbiamo già ricordato i due decreti Haec sancta e Frequens. Nella sessione inaugurale, il concilio si era posto il seguente obiettivo: Pacem, exaltationem et reformationem ecclesiae, ac tranquillitatem populi cristiani («La pace, l'esaltazione e la riforma della Chiesa, e la tranquillità del popolo cristiano»). Era un modo diverso per affermare i consueti obiettivi conciliari: le cause unionis, reformationis, fidei.

### Causa unionis
Circa la causa unionis già si è visto come si sia passati dall'abdicazione o deposizione dei tre papi all'elezione del nuovo papa Martino V.

### Causa fidei
Circa la causa fidei il concilio di Costanza dovette affrontare soprattutto il problema dei teologi e riformatori John Wyclif e Jan Hus.
Per quanto riguarda John Wyclif (morto nel 1384) il concilio aveva risolto la controversia pronunciando il suo giudizio in due sessioni, il 4 maggio e il 6 luglio 1415. In esse il concilio condanna due serie di affermazioni o articoli attribuiti a Wyclif (rispettivamente di 45 e 260 articoli), condanna tutte le sue opere con l'obbligo di bruciarle pubblicamente, e dichiara il suo autore eretico e perciò ne ordina la riesumazione e la condanna al rogo.
(Joseph Wohlmuth, I concili di Costanza e Basilea, in Storia dei Concili ecumenici, Brescia 1990, p. 229)

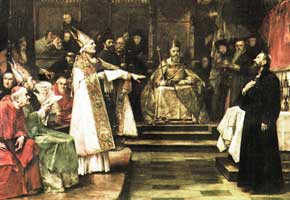
Jan Hus durante il Concilio di Costanza

Nella stessa sessione del 6 luglio 1415 venne condannato anche Jan Hus, presente al concilio, con il decreto Quia teste veritate, dal quale si evince che il riformatore venne condannato come simpatizzante di Wyclif, un Wicleff redivivus. Del boemo furono condannate 30 tesi o affermazioni tratte dalle sue opere, fu dichiarato eretico, e, poiché non ritrattò, fu condannato al rogo. Questa sentenza fu applicata all'istante, il giorno stesso della sua condanna, il 6 luglio.
Un'ultima condanna pronunciata dal concilio nella causa fidei fu quella di Girolamo da Praga, che inizialmente aveva ritrattato, ma che poi ritrattò la propria ritrattazione e fu condannato al rogo il 30 maggio 1416. I padri conciliari non si preoccuparono più di tanto delle possibili conseguenze dei roghi di Costanza nell'evolversi della crisi boema e dei successivi sviluppi bellici.

### Causa reformationis
Il concilio affrontò in diverse sessioni la questione della riforma della Chiesa. In particolare, nella sessione XL del 30 ottobre 1417, aveva steso un elenco di 18 questioni di riforma da affrontare e risolvere: le proposte andavano dalla composizione del collegio dei cardinali fino alle questioni della destituzione del papa e ai problemi della simonia e delle finanze. Ma, a causa dei forti contrasti interni, non tutto il pacchetto di riforme fu preso in considerazione. Queste le principali disposizioni approvate in sede conciliare:
- furono revocate tutte le esenzioni concesse dopo il 1378;
- non fu più ammesso distribuire i benefici ecclesiastici a persone non consacrate;
- la riforma del clero si limitò ad un problema di abito ecclesiastico;
- non fu ammessa la distribuzione dell'eucaristia ai laici sotto le due specie;
- fu approvata la periodicità dei concili (Decreto Frequens);
- furono stabilite norme per evitare nuovi scismi.

Nella sessione del 19 aprile 1418, Martino V convocò il successivo concilio a Pavia. Nell'ultima seduta del 22 aprile il Papa approvò tutti i decreti del concilio, anche quelli decisi prima della sua elezione. Più tardi, Eugenio IV nel 1446 ratificò nuovamente il concilio e tutti i suoi decreti.

### Risoluzione sulla Samogizia
La Samogitia (Samogizia) è una regione facente parte della Lituania, zone a nord-ovest attraversate dai fiumi Nemunas e Dubysa e Venta. 
Una delegazione del Concilio di Costanza si era recata in Samogizia e vi fondò la diocesi di Varniai il 24 ottobre 1417, come primo passo di un'opera di cristianizzazione. Vi era ancora un grave problema politico-militare alle spalle perché esisteva un aperto dissenso fra l'Ordine Teutonico (il nemico) e la Polonia alleata con la Lituania. I protagonisti erano presenti a Costanza con le varie delegazioni, ciascuna guidata da un arcivescovo. Per comprendere le loro intenzioni, è necessario esaminare gli eventi che portarono alla loro presenza al Concilio in terra tedesca.

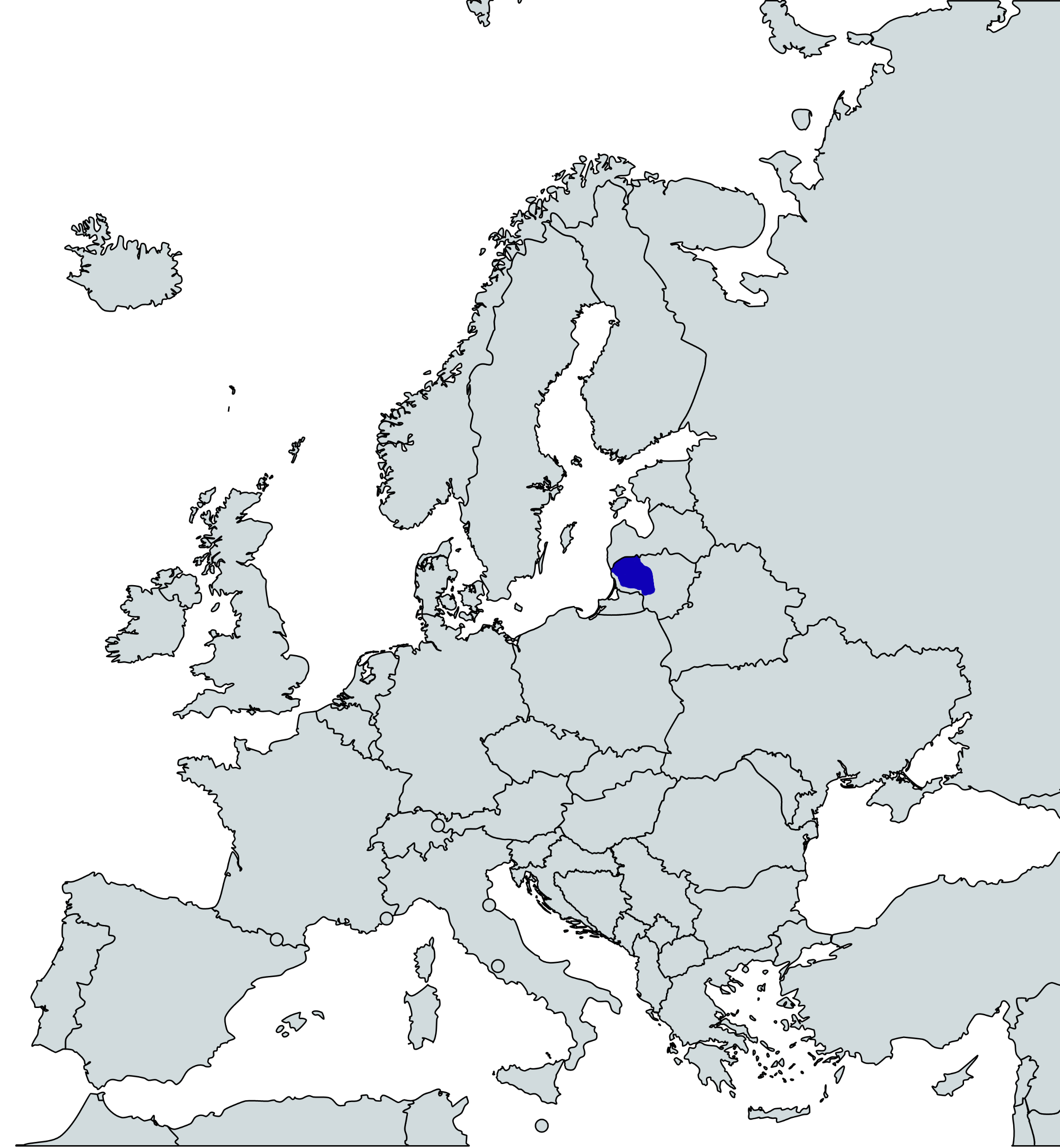
Localizzazione (in blu) della lituana Samogizia nel contesto europeo

Dopo che l'Ordine Teutonico perse lo scopo originario della sua esistenza, ovvero la protezione dei pellegrini, i maestri, i cavalieri cercarono un nuovo compito: la cristianizzazione delle terre pagane nell'Europa nord-orientale, con particolare attenzione alla regione di Polonia e Lituania.
Il conflitto tra gli stati ritrovatisi uniti di Polonia e Lituania e l'Ordine Teutonico culminò nella battaglia di Grunwald (dai lituani chiamata "Žalgirio mūšis") nel 1410 dove i cavalieri dell'Ordine furono sconfitti. Fu proprio questo evento ad accelerare la loro definitiva decadenza, mentre risultava essere considerata un problema l'ostilità reciproca, motivo per cui fu più che mai determinante la volontà dei membri del Concilio di Costanza di concludere il prima possibile e in modo favorevole le avversità per giungere a un piano di pace anche per favorire la diffusione della fede cristiana.
Fra le 45 sessioni del Concilio era stata creata una commissione per occuparsi di questo problema. Solo quando 60 samogizi (in lituano: "žemaičiai") neo-battezzati, residenti nell'attuale bassa Lituania, giunsero a Costanza suscitarono scalpore e l'assemblea finalmente capì lo spinoso problema della loro evangelizzazione in ambito cattolico-romano affrontando di peso la "questione dell'evangelizzazione samogizia". Cavalieri germanici dell'Ordine e i membri del re polacco-lituano si impegnarono in battaglie verbali su trattati e diffamazioni . A difesa dell'Ordine Teutonico un fanatico domenicano, Johannes Falkenberg (?-†1418), propugnatore della liceità dello sterminio di un'altra nazione. La sua "Satira" suscitò scalpore, poiché denunciava apertamente il re polacco come eretico e pagano. Il Concilio decise però di bandirlo e di bruciare il testo dell'intervento. Una copia si è salvata e resta a disposizione degli storici.
Una delegazione del Concilio avrebbe dovuto recarsi in Samogizia per fondarvi una diocesi. Inizialmente, l'Ordine Teutonico col suo intervento, aveva impedito alla delegazione di entrare in Lituania, anche se poi si concluse positivamente con l'istituzione (la prima) della diocesi a Varniai il 24 ottobre 1417. La diocesi di Samogizia fu eretta nel 1417 per iniziativa del granduca di Lituania Vitoldo, reduce della Guerra civile lituana (1381-1384) riguardante il cugino granduca, il lituano Jogaila. Il primo vescovo fu Mattia di Trakai, che pose la sua residenza a Medininkai (l'odierna Varniai), oggi nel territorio della diocesi di Telšiai con la piena approvazione di Martino V. 
Tutti questi territori saranno inclusi a partire dal 1422 nel Ducato di Samogizia.
Dal momento che Alberto I di Prussia era membro della famiglia di Brandeburgo-Ansbach, un ramo della famiglia degli Hohenzollern, la sua elezione a 37º gran Maestro dell'Ordine Teutonico, (in seguito convertitosi al luteranesimo) fu voluta dopo la crisi che aveva investito l'ordine nel 1410; per la stessa ragione fu eletto Duca Federico di Sassonia della Casata di Wettin. La secolarizzazione dei territori della Prussia da parte di Alberto gli consentì di ottenere per eredità il Ducato di Prussia, attraverso il Margraviato di Brandeburgo.

Bandiera storica della Samogitia con il tipico orso, un simbolo apparso sullo stemma dal 1500 a indicare la forza e la tenacia della popolazione, nel folklore risulta l'alleato dei samogiti, soprattutto nell'educazione dei figli

I titoli nobiliari di Alberto (dalla sua proclamazione, anno 1561 a Königsberg) erano: Alberto I, Margravio di Brandeburgo in Prussia, Stettino e Pomerania, Duca dei Kashubiani e degli Wendi, Burgravio di Norimberga, Conte di Rügen. 
Fortemente impegnato nel suo ruolo di politica imperiale, entrò a far parte della Lega di Torgau nel 1526 e agì all'unisono con i protestanti nel complotto per rovesciare l'imperatore Carlo V. Alberto fondò scuole in ogni città compresa la prestigiosa Università di Königsberg nel 1544.

## Alcuni problemi relativi al concilio
Dal punto di vista storico e teologico, il Concilio di Costanza solleva tutto un complesso di problemi che si riassumono attorno a due punti e sui quali gli storici sono nettamente divisi.
- La prima discussione verte attorno alla legittimità del Concilio di Costanza, e la questione è connessa con il significato della lettura, davanti all'assemblea conciliare, della bolla di convocazione del concilio a opera di Gregorio XII (luglio 1415), papa dell'obbedienza romana, ma avvenuta 8 mesi dopo l'apertura del concilio a opera di Giovanni XXIII (XXII) (novembre 1414), papa dell'obbedienza pisana.

La storiografia passata considerava l'episodio come il riconoscimento della legittimità del papa romano Gregorio XII e della superiorità del papa sul concilio. Oggi gli storici si dividono. Il Fink, e con lui la maggioranza degli storici, difende la legittimità del concilio solo in base alla situazione di necessità in cui si trovava allora la Chiesa, visto che mai si era verificata contemporaneamente la presenza di tre papi, tutti e tre, dal loro punto di vista, legittimi. Il Fois ammette che questa situazione di necessità vale solo per la prima parte del concilio, ma non è più applicabile dopo l'elezione di Martino V. Lo storico spagnolo García Villoslada invece continua a sollevare dubbi sulla legittimità di tutto il concilio e dunque anche sulla sua "ecumenicità".
- La seconda discussione è legata al decreto Haec sancta e al suo valore giuridico. Il problema si pone in questi termini, con questo interrogativo: il decreto ha valore dogmatico (e dunque universalmente riconosciuto) e, in linea di principio, valido ancora oggi, oppure rappresenta una misura legislativa (non dottrinale) valida solo per un caso eccezionale, ossia quello di dare la possibilità a un'assemblea conciliare di giudicare i tre papi dello scisma che rivestivano l'autorità papale senza sicura legittimità?

Storici e teologi come Hans Küng, Francis Oakley, Pichler, Gill, Hefele-Leclercq affermano che i padri conciliari vollero proporre un principio dottrinale (un dogma), interpretando in modo estensivo le tesi conciliariste medievali e canonistiche. Altri, come Jedin, Frenzen, Martina, vedono nell'Haec sancta un documento legislativo atto ad affrontare un caso eccezionale e contingente, e dunque un decreto che va letto nel suo contesto; ne è prova il fatto che, per esempio, il decreto non si pone come definizione dogmatica (mentre un analogo decreto del concilio di Basilea affermerà la superiorità del concilio sul papa come veritas fidei catholicae), ma afferma che suo scopo è la fine dello scisma e la riforma della Chiesa dagli abusi vigenti. Inoltre, affermano questi storici, se l'Haec sancta avesse avuto un valore dottrinale, avrebbero dovuto essere condannati tutti coloro che all'epoca la pensavano diversamente (tra cui lo stesso Martino V che nella bolla Inter cunctas del febbraio 1418, dunque durante lo stesso concilio, affermava che papa canonice electus… habens supremam auctoritatem in ecclesia Dei).

## Collegio cardinalizio all'epoca del conclave

### Presenti in conclave
| Nome                                   | Paese                     | Titolo | Ruolo | Nascita    | Concistoro | Creato da               |
| -------------------------------------- | ------------------------- | --- | --- | ---------- | ---------- | ----------------------- |
| Jean Allarmet de Brogny                | Regno di Francia          | Cardinale vescovo di Ostia e Velletri                                                                         | Vice-Cancelliere di Santa Romana Chiesa; Amministratore apostolico di Arles; Decano del Collegio cardinalizio | 1342 circa | 12/07/1385 | antipapa Clemente VII   |
| Angelo d'Anna de Sommariva, O.S.B.Cam. | Ducato di Milano          | Cardinale vescovo di Palestrina                                                                               | | 1340 circa | 17/12/1384 | papa Urbano VI          |
| Pedro Fernández de Frías               | Regno di Castiglia e León | Cardinale vescovo di Sabina; Cardinale presbitero in commendam di Santa Prassede                              | Arciprete della Basilica di San Pietro in Vaticano                                                            | 1350 circa | 23/01/1394 | antipapa Clemente VII   |
| Giordano Orsini                        | Stato Pontificio          | Cardinale vescovo di Albano; Cardinale presbitero in commendam di San Lorenzo in Damaso                       | Penitenziere Maggiore                                                                                         | 1360/1370  | 12/06/1405 | papa Innocenzo VII      |
| Antonio Correr, C.R.S.G.A.             | Repubblica di Venezia     | Cardinale vescovo di Porto e Santa Rufina                                                                     | | 15/07/1359 | 09/05/1408 | papa Gregorio XII       |
| Antoine de Challant                    | Contea di Savoia          | Cardinale presbitero di Santa Cecilia                                                                         | Amministratore apostolico di Tarantasia; Cardinale protopresbitero                                            | 1350 circa | 09/05/1404 | antipapa Benedetto XIII |
| Gabriele Condulmer, C.R.S.G.A.         | Repubblica di Venezia     | Cardinale presbitero di San Clemente                                                                          | Vescovo emerito di Siena                                                                                      | 11/01/1383 | 09/05/1408 | papa Gregorio XII       |
| Giovanni Dominici, O.P.                | Repubblica di Firenze     | Cardinale presbitero di San Sisto                                                                             | Amministratore apostolico di Bova                                                                             | 1356/1357  | 09/05/1408 | papa Gregorio XII       |
| Angelo Barbarigo                       | Repubblica di Venezia     | Cardinale presbitero dei Santi Marcellino e Pietro; Cardinale presbitero in commendam di Santa Prassede       | Vescovo emerito di Verona                                                                                     | 1350 circa | 19/09/1408 | papa Gregorio XII       |
| Francesco Lando                        | Repubblica di Venezia     | Cardinale presbitero di Santa Croce in Gerusalemme                                                            | Patriarca emerito di Costantinopoli dei Latini                                                                | 1350 circa | 06/06/1411 | antipapa Giovanni XXIII |
| Antonio Panciera                       | Repubblica di Venezia     | Cardinale presbitero di Santa Susanna                                                                         | Patriarca emerito di Aquileia                                                                                 | 1350/1360  | 06/06/1411 | antipapa Giovanni XXIII |
| Alamanno Adimari                       | Repubblica di Firenze     | Cardinale presbitero di Sant'Eusebio                                                                          | Arcivescovo emerito di Pisa                                                                                   | 1362 circa | 06/06/1411 | antipapa Giovanni XXIII |
| Pierre d'Ailly                         | Regno di Francia          | Cardinale presbitero di San Crisogono                                                                         | Amministratore apostolico di Orange                                                                           | 1350 circa | 06/06/1411 | antipapa Giovanni XXIII |
| Tommaso Brancaccio                     | Regno di Napoli           | Cardinale presbitero dei Santi Giovanni e Paolo                                                               | Amministratore apostolico di Tricarico                                                                        | 1370/1380  | 06/06/1411 | antipapa Giovanni XXIII |
| Branda Castiglioni                     | Ducato di Milano          | Cardinale presbitero di San Clemente                                                                          | Amministratore apostolico di Veszprém                                                                         | 04/02/1350 | 06/06/1411 | antipapa Giovanni XXIII |
| Guillaume Fillastre                    | Regno di Francia          | Cardinale presbitero di San Marco                                                                             | | 1348 circa | 06/06/1411 | antipapa Giovanni XXIII |
| Simon de Cramaud                       | Regno di Francia          | Cardinale presbitero di San Lorenzo in Lucina                                                                 | Amministratore apostolico di Poitiers                                                                         | 1345 circa | 13/04/1413 | antipapa Giovanni XXIII |
| Pierre de Foix                         | Regno di Francia          | Cardinale presbitero di Santo Stefano al Monte Celio                                                          | Vescovo di Lescar; Camerlengo di Santa Romana Chiesa                                                          | 1386 circa | 09/1414    | antipapa Giovanni XXIII |
| Amedeo di Saluzzo                      | Marchesato di Saluzzo     | Cardinale diacono di Santa Maria Nuova                                                                        | Cardinale protodiacono; Camerlengo del Collegio cardinalizio                                                  | 1361 circa | 23/12/1383 | antipapa Clemente VII   |
| Rinaldo Brancaccio                     | Regno di Napoli           | Cardinale diacono di San Vito in Macello Martire; Cardinale diacono in commendam di Santa Maria in Trastevere | Amministratore apostolico di Taranto; Arciprete della Basilica Liberiana di Santa Maria Maggiore              | 1350/1360  | 17/12/1384 | papa Urbano VI          |
| Ludovico Fieschi                       | Repubblica di Genova      | Cardinale diacono di Sant'Adriano al Foro                                                                     | Amministratore apostolico di Carpentras                                                                       | 1350 circa | 17/12/1384 | papa Urbano VI          |
| Oddone Colonna                         | Stato Pontificio          | Cardinale diacono di San Giorgio in Velabro                                                                   | Arciprete della Basilica Liberiana di Santa Maria Maggiore                                                    | 25/01/1369 | 12/06/1405 | papa Innocenzo VII      |
| Lucido Conti                           | Stato Pontificio          | Cardinale diacono di Santa Maria in Cosmedin                                                                  | | 23/10/1388 | 06/06/1411 | antipapa Giovanni XXIII |

#### Elettori aggiunti
Inghilterra
- Richard de Clifford, vescovo di Londra;
- Nicholas Bubwith, vescovo di Bath e Wells;
- John Catterick, vescovo di Coventry e Lichfield;
- John Wakering, vescovo di Norwich;
- Thomas Spofforth, O.S.B., abate ordinario di Santa Maria di York;
- Thomas Polton, decano di York.

Francia
- Jean de la Rochetaillée, patriarca di Costantinopoli dei Latini;
- Guillaume de Boisratier, arcivescovo metropolita di Bourges;
- Jacques de Gélu, arcivescovo metropolita di Tours;
- Jean des Bertrandis, vescovo di Ginevra;
- Robert de Chaudesolles, O.S.B.Clun., abate ordinario di Cluny;
- Gauthier Crassi, priore del Sovrano Militare Ordine di Malta.

Germania
- Johannes von Wallenrodt, arcivescovo metropolita di Riga;
- Mikołaj Trąba, arcivescovo metropolita di Gniezno;
- Simon de Dominis, vescovo di Traù;
- Lambert de Stipite, O.S.B.Clun., priore di Belcheia;
- Nicolaus von Dinkelsbühl, canonico del Capitolo della cattedrale di Santo Stefano di Vienna;
- Konrad von Susato, preposito di San Ciriaco di Neuhausen.

Italia
- Bartolomeo della Capra, arcivescovo metropolita di Milano;
- Francesco Carosio, vescovo di Melfi;
- Enrico Scarampi, vescovo di Feltre e Belluno;
- Giacomo De Turdis, vescovo di Penne e Atri;
- Leonardo Dati, O.P., maestro generale dell'Ordine dei predicatori;
- Pandulfo Malatesta, arcidiacono di Bologna.

Spagna
- Diego de Anaya y Maldonado, vescovo di Cuenca;
- Nicolas Duriche, O.P., vescovo di Dax;
- Juan Rodríguez Villalón, vescovo di Badajoz;
- Felipe de Medalia, arcidiacono di Barcellona;
- Gonzalo Garsía, arcidiacono di Burgos;
- Pedro Velasco, dottore in utroque iure.

### Assenti in conclave
| Nome                                     | Paese                     | Titolo                                          | Ruolo                                                  | Nascita    | Concistoro | Creato da               |
| ---------------------------------------- | ------------------------- | ----------------------------------------------- | ------------------------------------------------------ | ---------- | ---------- | ----------------------- |
| Louis de Bar                             | Regno di Francia          | Cardinale presbitero dei Santi XII Apostoli     | Amministratore apostolico di Châlons                   | 1370/1375  | 21/12/1397 | antipapa Benedetto XIII |
| Philip Repyngdon                         | Regno d'Inghilterra       | Cardinale presbitero dei Santi Nereo e Achilleo | Vescovo di Lincoln                                     | 1345 circa | 19/09/1408 | papa Gregorio XII       |
| Juan Martínez de Murillo                 | Regno di Castiglia e León | Cardinale presbitero di San Lorenzo in Damaso   | Abate ordinario di Montearagón                         | 1340/1350  | 22/09/1408 | antipapa Benedetto XIII |
| Carlos Jordán de Urriés y Pérez Salanova | Regno di Castiglia e León | Cardinale presbitero di San Giorgio in Velabro  |                                                        | 1340/1350  | 22/09/1408 | antipapa Benedetto XIII |
| Guglielmo Carbone                        | Regno di Napoli           | Cardinale presbitero di Santa Balbina           | Vescovo di Chieti                                      | 1350 circa | 06/06/1411 | antipapa Giovanni XXIII |
| Pietro Morosini                          | Repubblica di Venezia     | Cardinale diacono di Santa Maria in Domnica     |                                                        | 1370/1380  | 19/09/1408 | papa Gregorio XII       |
| Alfonso Carrillo de Albornoz             | Regno di Castiglia e León | Cardinale diacono di Sant'Eustachio             | Amministratore apostolico di Osma                      | 1384 circa | 22/09/1408 | antipapa Benedetto XIII |
| Pedro Fonseca                            | Regno del Portogallo      | Cardinale diacono di Sant'Angelo in Pescheria   | Amministratore apostolico di Astorga                   | 1370/1380  | 14/12/1412 | antipapa Benedetto XIII |
| Giacomo Isolani                          | Signoria di Bologna       | Cardinale diacono di Sant'Eustachio             | Vicario generale di Sua Santità per la diocesi di Roma | 1360 circa | 13/04/1413 | antipapa Giovanni XXIII |